# Cuthona elioti
Cuthona elioti is een slakkensoort uit de familie van de Cuthonidae. De wetenschappelijke naam van de soort is voor het eerst geldig gepubliceerd in 1944 door Odhner.